# Société royale belge d'études orientales
Pour les articles homonymes, voir Société royale.
La Société royale belge d'études orientales (SRBÉO) est une société qui vise à promouvoir les études orientales en Belgique et qui rassemble en son sein tous les chercheurs spécialistes des diverses disciplines de l'orientalisme tout en étant également ouverte aux simples amateurs passionnés par les choses de l'Orient ancien et moderne. Son activité est donc à la fois savante, pluridisciplinaire et tournée vers le grand public cultivé.
En 1921 et à l'initiative de Mgr Paulin Ladeuze (1870-1940), recteur de l'université de Louvain, les orientalistes de Belgique ont créé la « Société belge d'études orientales », qui a eu comme premier président l'indianiste Louis de La Vallée-Poussin (1869-1938) et comme premier vice-président l'égyptologue Jean Capart (1877-1947). Il s’agissait de donner aux orientalistes belges le moyen de promouvoir leurs sciences mais aussi de se rencontrer et d'échanger les fruits de leurs recherches.
À la présidence, se sont ensuite succédé le bollandiste et spécialiste de l'Orient chrétien Paul Peeters (1870-1950), l'historien et égyptologue Jacques Pirenne (1891-1972), l'islamologue Armand Abel (1903-1973), l'égyptologue Aristide Théodoridès (1911-1994) et, depuis 1995, l'égyptologue Christian Cannuyer (Université catholique de Lille), assisté de deux vice-présidents, l'islamologue Daniel de Smet (Katholieke Universiteit Leuven, C.N.R.S. Villejuif – France) et le hittitologue René Lebrun (Professeur émérite de l'Université catholique de Louvain).
En février 2017, la « Société belge d'études orientales » a reçu le brevet du titre de « royal » que le roi Philippe a daigné accorder à l'association.

## «Journées orientalistes»
En 1962, Armand Abel commença à organiser les « Journées » annuelles qui réunissent les membres d’un thème intéressant toutes les disciplines de l’orientalisme : égyptologie, assyriologie, études bibliques, islamologie, indianologie, études extrême-orientales, slavistique, etc.
Ces journées sont accueillies tous les ans dans des institutions différentes.
- XLIVe session, mars 2006, Interprétation. Mythes et croyances à l'épreuve de la raison. Katholieke Universiteit te Leuven, Mgr Sencie Instituut. Programme
- XLVe session, mars 2007, Images et réalités dans les civilisations orientales. Université Libre de Bruxelles, Salle Henri Jeanne. Programme
- XLVIe session, avril 2008, Vin, bière et ivresse dans les civilisations orientales. Entre plaisir et interdit. Musée Royal de Mariemont. Programme
- XLVIIe session, mars 2009, Êtres et états intermédiaires dans les civilisations orientales. Koninklijke Academie voor Nederlandse Taal- en Letterkunde. Programme
- XLVIIIe session, mars 2010, Décrire, nommer ou rêver les lieux en Orient. Géographie et toponymie entre réalité et fiction. Maison Culturelle d’Ath, Château Burbant, Auditorium Marion Coulon. Programme
- XLIXe session, avril 2011, L’orientalisme en Belgique. Hier, aujourd’hui, demain. Université catholique de Louvain, Faculté de philosophie, arts et lettres, salle du Conseil. Programme
- Le session, mars 2012, L'île. Regards orientaux. Université Catholique de Lille, Faculté de théologie et Université de Lille-3 Charles-de-Gaulle, Maison de la Recherche. Programme
- LIe session, mars 2013, L’état présent et les enjeux de la recherche orientaliste. Palais des Académies, collège Belgique, Bruxelles. Programme
- LIIe session, mars 2014, Les naissances merveilleuses en Orient. Grand Séminaire, Tournai. Programme
- LIIIe session, mars 2015, Migrations. Hommes et choses d’Orient en Occident. Musée Gallo-Romain, Tongres. Programme
- LIVe session, mai 2016, Dieux, génies et démons dans les civilisations orientales. Musée Royal de Mariemont, Morlanwelz. Programme
- LVe session, mars 2017, Les combats dans les mythes et les littératures de l'Orient. Palais Provincial, Mons. Programme
- LVIe session, mars 2018, La mer, les ports, les marins dans les civilisations orientales. Museum Aan de Stroom, Anvers. Programme
- LVIIe session, mars 2019, Archiver, conserver et collectionner en Orient d'hier et d'aujourd'hui. Musée L, Louvain-La-Neuve. Programme
- LIXe session, mars 2022, Les écritures orientales : inventées, cryptées, détournées, oubliées, redécouvertes... Musée Royal de Mariemont, Louvain-La-Neuve. Programme
- LXe session, mars 2023, L’Architecte comme figure de référence dans les civilisations orientales. Faculté Universitaire de Théologie Protestante, Bruxelles. Programme

## Acta Orientalia Belgica
La revue Acta Orientalia Belgica (AOB) publie les communications scientifiques des « Journées ».
- Acta Orientalia Belgica XX (2007), Dissidences et Incroyances en Orient. Jacques Ryckmans in memoriam. Sommaire
- Acta Orientalia Belgica XXI (2008), Interprétation. Mythes, croyances et images au risque de la réalité. Roland Tefnin in memoriam. Sommaire
- Acta Orientalia Belgica XXII (2009), Vin, bière et ivresse dans les civilisations orientales. Entre plaisir et interdit. René Lebrun in honorem. Sommaire
- Acta Orientalia Belgica XXIII (2010), Varia aegyptiaca et orientalia. Luc Limme in honorem. Sommaire
- Acta Orientalia Belgica XXIV (2011), Décrire, nommer ou rêver les lieux en Orient. Géographie et toponymie entre réalité et fiction. Jean-Marie Kruchten in memoriam. Sommaire
- Acta Orientalia Belgica XXV (2012), Regards sur l'orientalisme belge. Suivis d'études égyptologiques et orientales. Claude Vandersleyen in honorem. Sommaire
- Acta Orientalia Belgica XXVI (2013), L'île, regards orientaux. Varia orientalia, biblica et antiqua. Hans Hauben in honorem. Sommaire
- Acta Orientalia Belgica XXVII (2014), Mélanges d'orientalisme offerts à Janine et à Jean Ch. Balty. Sommaire
- Acta Orientalia Belgica XXVIII (2015), Les naissances merveilleuses en Orient. Jacques Vermeulen (1942-2014) in memoriam. Sommaire
- Acta Orientalia Belgica XXIX (2016), Entre Orient et Occident. Circulation des hommes, porosité des héritages. Rika Gyselen in honorem. Sommaire
- Acta Orientalia Belgica XXX (2017), Dieux, génies, anges et démons dans les cultures orientales & florilegium indiae orientalis. Jean-Marie Verpoorten in honorem. Sommaire
- Acta Orientalia Belgica XXXI (2018), Les combats dans les mythes et les littératures de l'Orient & miscellanea orientalia et iranica belgo-polonica. Wojciech Skalmowski in memoriam. Sommaire
- Acta Orientalia Belgica XXXII (2019), La mer, les ports, les marins dans les civilisations orientales. Pauline Voûte et Robert Donceel in honorem. Sommaire
- Acta Orientalia Belgica XXXIII (2020), Archiver, conserver et collectionner en Orient. Alexandre Tourovets in memoriam. Sommaire
- Acta Orientalia Belgica XXXIV (2021), Le regard des civilisations orientales sur les personnes en situation de vulnérabilité. Centenaire de la Société royale belge d’études orientales. Sommaire
- Acta Orientalia Belgica XXXV (2022), Orients pluriels. Liber amicorum Samir Arbache. Sommaire
- Acta Orientalia Belgica XXXVI (2023), Les écritures orientales : inventées, cryptées, détournées, oubliées, redécouvertes... Christian Cannuyer in honorem. Sommaire

## Acta Orientalia Subsidia
- Acta Orientalia Subsidia I (1995), Vivre de Maât. Travaux sur le droit égyptien ancien (Première partie). Sommaire
- Acta Orientalia Subsidia II (1995), Vivre de Maât. Travaux sur le droit égyptien ancien (Deuxième partie). Sommaire
- Acta Orientalia Subsidia III (2004), Al-Kitâb. La sacralité du texte dans le monde de l'Islam. Actes du Symposium International tenu à Leuven et Louvain-la-Neuve du 29 mai au 1er juin 2002. Sommaire
- Acta Orientalia Subsidia IV (2010), La girafe dans l'Égypte ancienne et le verbe sr. Étude de lexicographie et de symbolique animalière. Sommaire
- Acta Orientalia Subsidia V (2020), Moïse dans tous ses états. Le personnage de Moïse et sa réception dans la Bible et les traditions religieuses. Actes de la Journée d’étude organisée par la Faculté de Théologie de Lille et par l’Association catholique française pour l’étude de la Bible, Lille, 17 novembre 2017. Sommaire

## Liste des dirigeants
| Identité                        | Période | Période | Durée |
| Identité                        | Début   | Fin     | Durée |
| ------------------------------- | ------- | ------- | ----- |
| Christian Cannuyer (né en 1957) | 1995    |         |       |